# Église de la Résurrection de Vitebsk
L'église de la Résurrection ou église de la Résurrection de la place du marché est une église orthodoxe de Vitebsk en Biélorussie. Elle a été reconstruite en 2009 selon le modèle de l'église du XVIIIe siècle qui avait été détruite en 1936.

## Histoire
La date exacte de l'édification de la première église à l'emplacement de l'église de la Résurrection est inconnue. Elle est toutefois mentionnée pour la première fois en 1558. Elle était alors souvent appelée église du marché. Elle apparaît sur un dessin de 1664 où elle est réalisée en bois. De ce fait, elle a connu des incendies qui l'ont détruite, puis a été reconstruite et ceci à plusieurs reprises. 
En 1772, a été achevée une construction d'église en pierre à la place d'une précédente construite en bois qui avait brûlé. Le style de cet ouvrage était baroque de Vilnius en Biélorussie et l'architecte semble avoir été selon certaines hypothèses, Johann Christoph Glaubitz, auteur de la ratoucha de Vitebsk et de la cathédrale Sainte-Sophie à Polotsk. Cet édifice reçut le nom non officiel de Smykovskaïa (du nom du marchand Nikolaï Smyk qui était un des commanditaires de l'église). À l'origine, il faut remarquer que l'église était uniate, et non orthodoxe.
Il existe une légende à propos de la beauté de cette église suivant laquelle Napoléon Bonaparte lui-même, durant l'occupation de Vitebsk pendant la campagne de Russie, n'osa pas y toucher, mais ordonna d'y placer un lazaret. L'église n'est redevenue orthodoxe qu'en 1834, et en 1841 l'architecte Port l'a transformée pour qu'elle soit conforme aux canons architecturaux orthodoxes.
L'église de la Résurrection a été détruite en janvier 1936 par décision des autorités municipales soviétiques. La raison officielle invoquée était que l'église empêchait une circulation normale à l'intérieur de la ville. Dès 1940, cette démolition est considérée comme définitive.  
Ce n'est qu'après l'effondrement de l'URSS que la reconstruction de l'église est considérée comme une éventualité à envisager. Un long débat s'ensuit pour décider si, après la reconstruction, l'église sera uniate puisqu'elle avait été construite par les uniates en 1772 ou bien orthodoxe. La décision est finalement prise de la reconstruire et qu'elle serait de culte orthodoxe. C'est l'architecte I. Rotko qui dirigea les travaux de reconstruction.
Le 10 juillet 2009, l'église de la Résurrection de Vitebsk a été solennellement consacrée et ouverte au culte et aux paroissiens. L'occasion a été donnée au public d'acheter une brique sur laquelle le nom de l'acheteur était écrit pour financer le projet. 
La décoration intérieure a été réalisée par des artisans locaux payés par des mécènes. En 2011, au-dessus de l'autel, a été apposée une peinture de Sergueï Petrov représentant La descente de Jésus en Enfer. Les donations ont permis l'achat d'un lustre central remarquable. Il mesure 3 mètres de diamètre et pèse 600 kilos. Onze cloches ont été installées dans les clochers. La plus grande pèse 1 200 kilos et la plus petite 8 kilos. Une des cloches est un trophée de la Seconde Guerre mondiale ramenée des Pays-Bas après la guerre.
L'église fait partie des circuits des agences de voyages, attire également beaucoup de visiteurs à l'occasion des festivités musicales annuelles du Slavianski bazar, mais aussi des pèlerins.

## Architecture
L'église présente les caractéristiques du baroque sarmate ou baroque de Vilnius avec une nef unique et une abside semi-circulaire orientée au nord, flanquée au pied par deux sacristies qui donnent une structure rectangulaire à l'ensemble.
La façade principale est ornée de deux tours décorées à trois étages et présente une surface aux courbes complexes. Entre les tours, un fronton baroque à deux niveaux a été remplacé par un fronton plus petit et plus classique. L'église est de taille relativement modeste et ne comprend qu'une nef. Cela est dû vraisemblablement à la densité des autres constructions sur la place du Marché. Au Nord, le bâtiment se termine par une abside semi-circulaire avec un haut fronton baroque et deux sacristies, une de chaque côté. Les murs sont décorés de pilastres et surmontés de corniches profilées. Les niveaux de traverses des tours et le fronton sont décorés de volutes stylisées. Les tours se terminent à leur sommet par des coupoles.
Rien de certain n'est connu concernant l'architecte de l'église initiale. Le nom de Józef Fontana (en) est proposé, qui est l'architecte qui a construit l'église de la Dormition de Vitebsk.

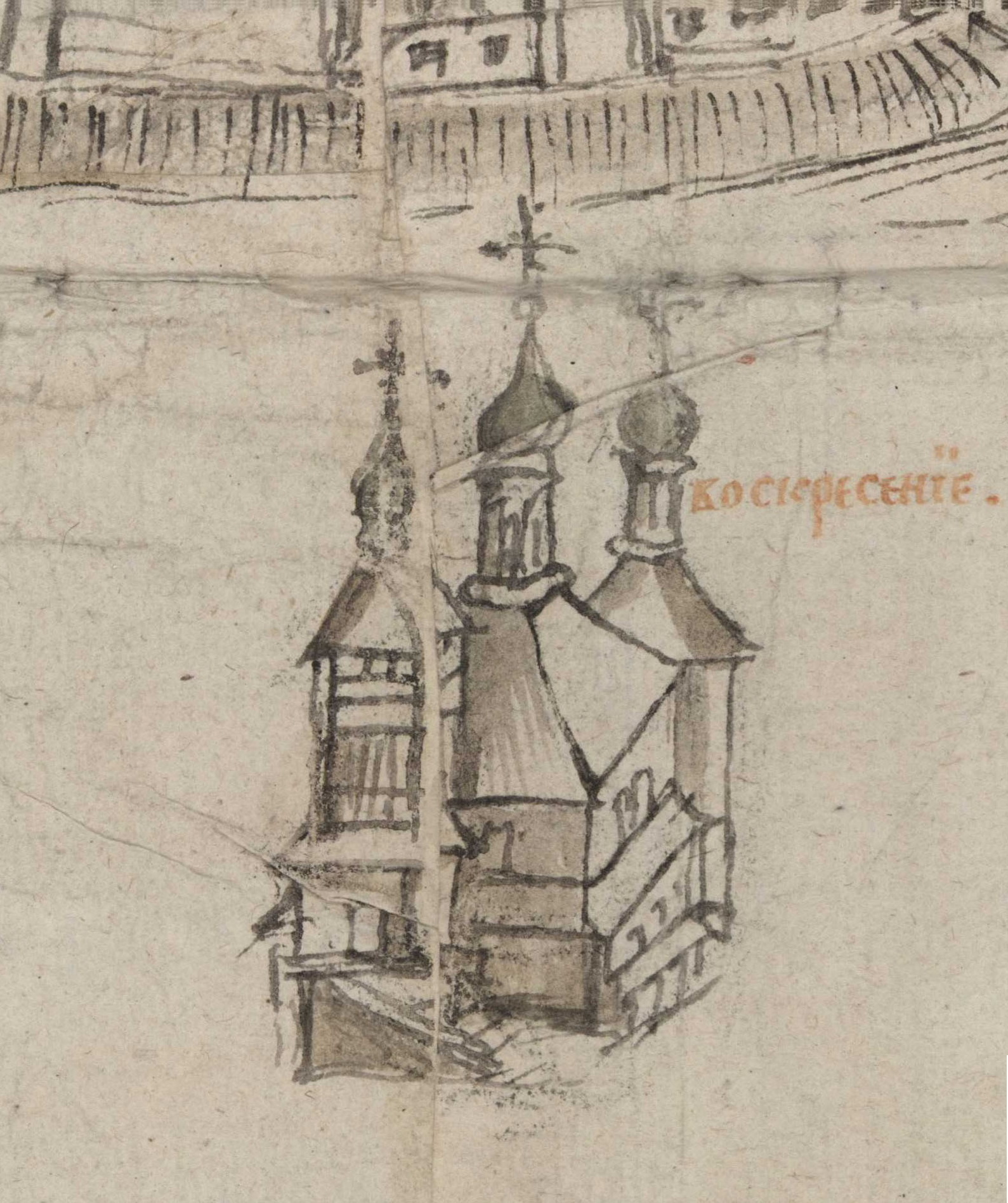
Église orthodoxe en bois suivant un dessin de 1664
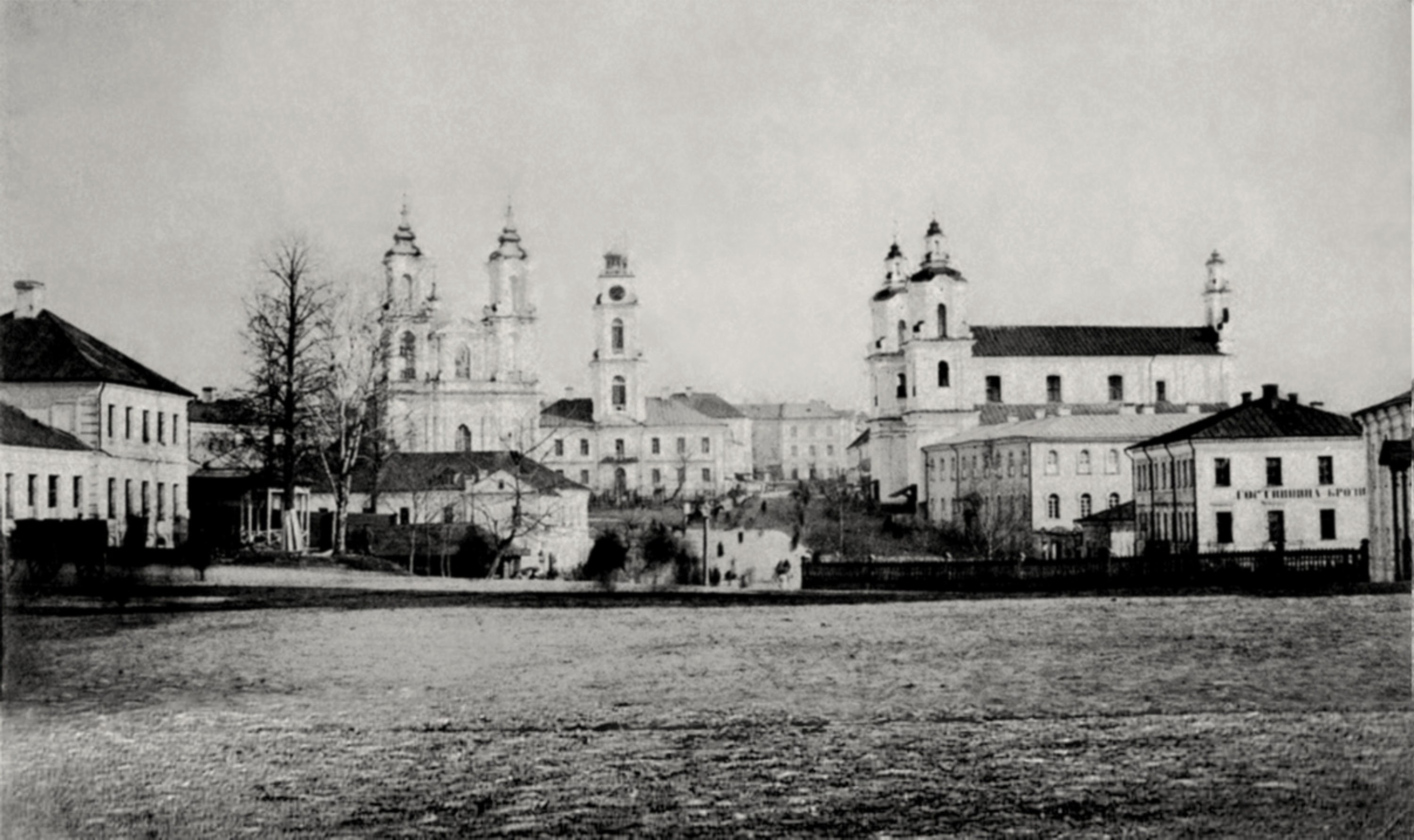
Vue de la place du Marché à Vitebsk avec l'église de la Résurrection, 1867.
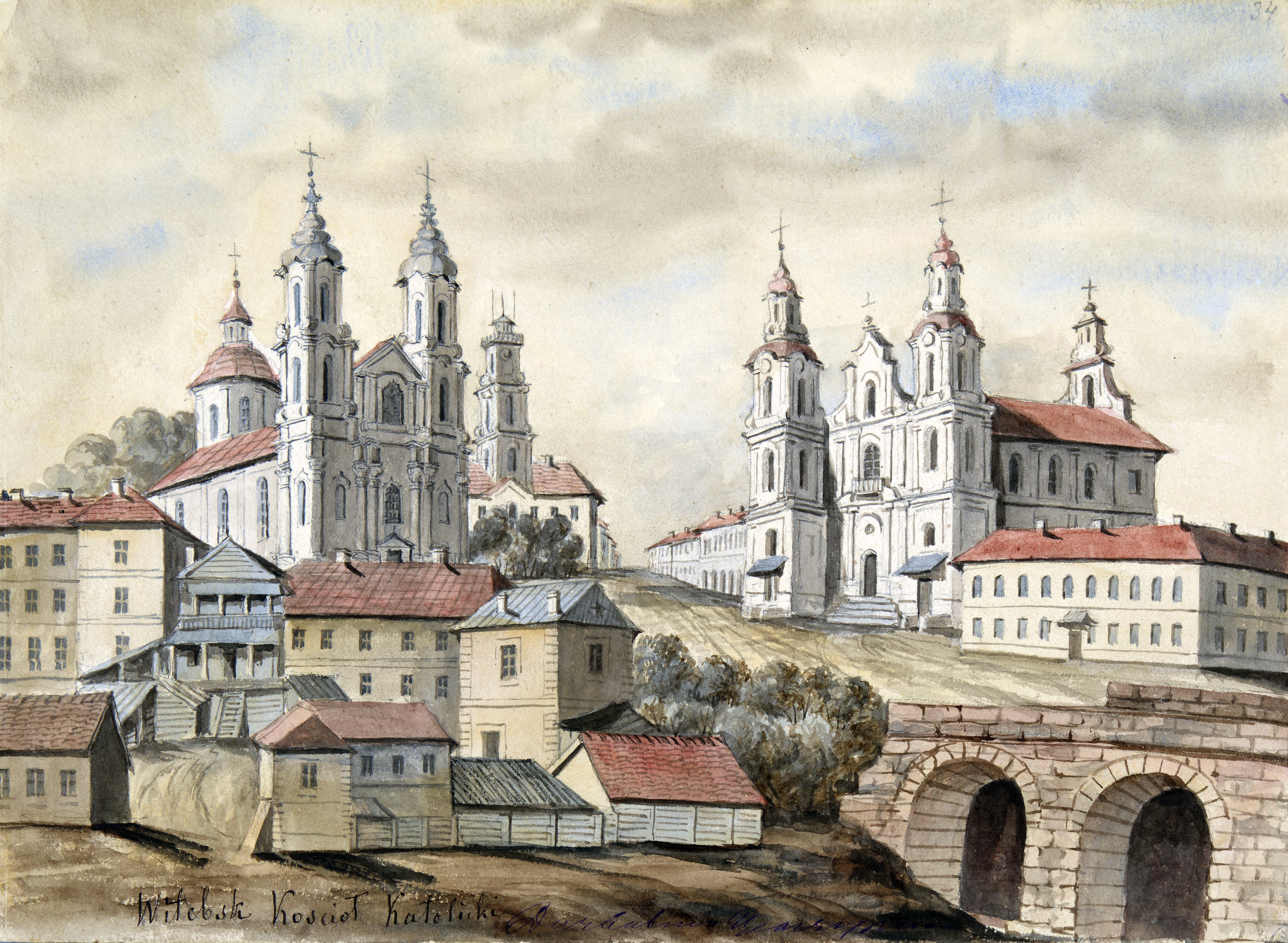
Église de la Résurrection et chapelle St-Antoine à Vitebsk selon un dessin de Napoleon Orda, 1875.
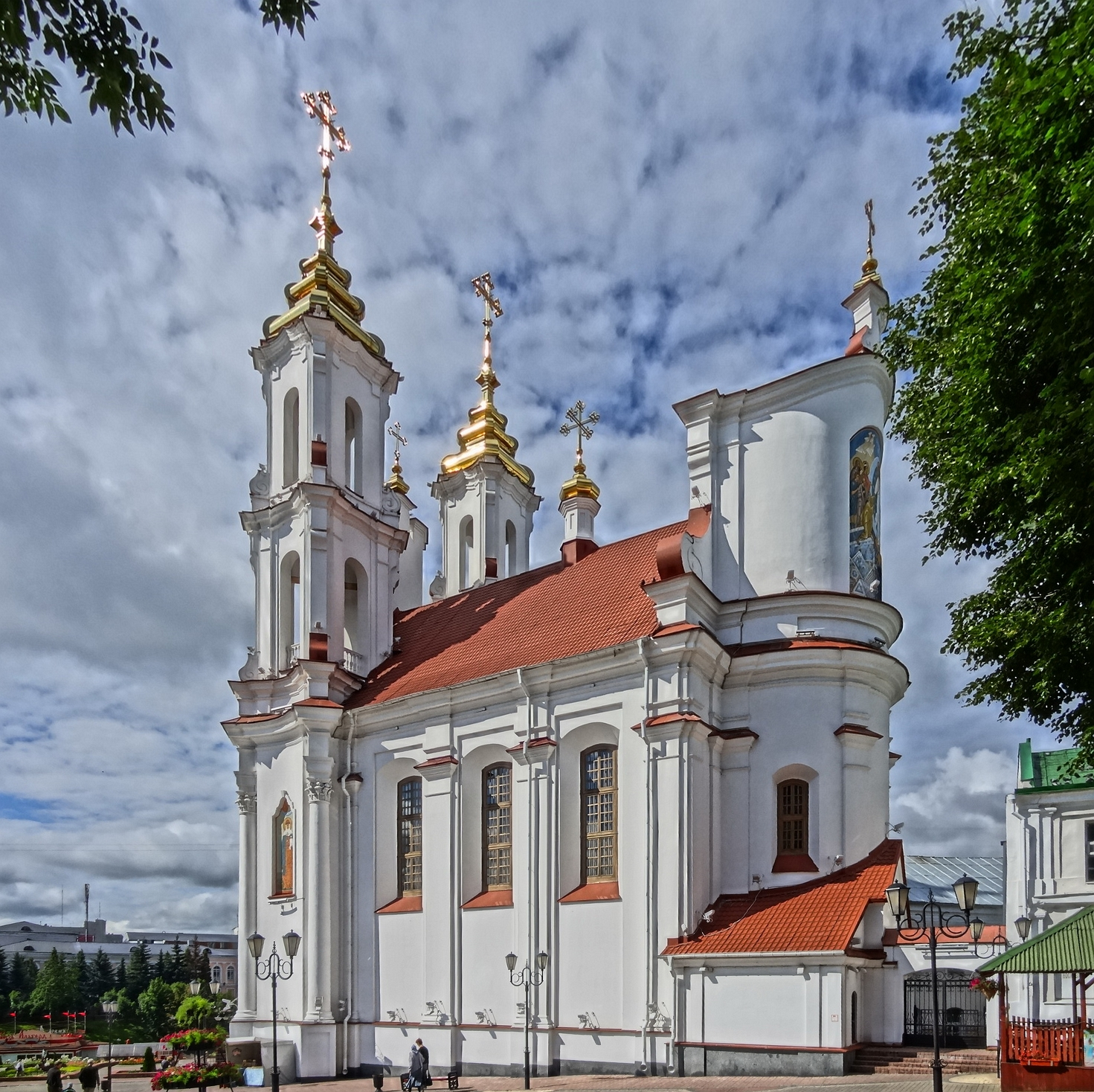
Vue depuis le sud de l'église de la Résurrection.
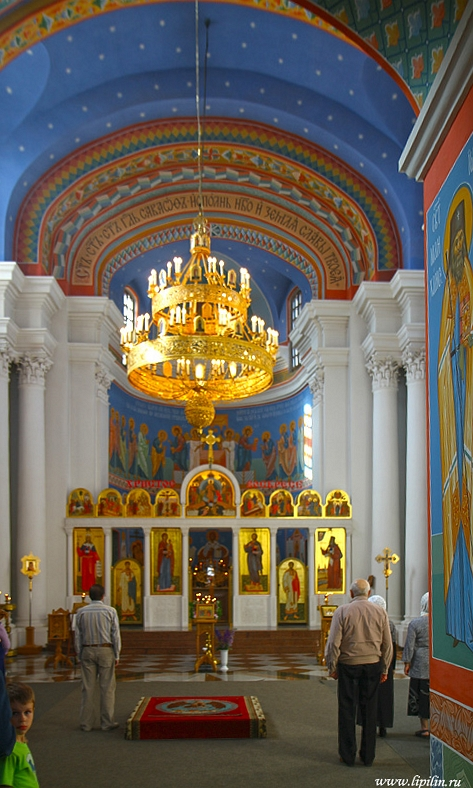
Iconostase orthodoxe.